# Piper baccatum
Piper baccatum är en pepparväxtart som beskrevs av Carl Ludwig von Blume. Piper baccatum ingår i släktet Piper och familjen pepparväxter. Inga underarter finns listade i Catalogue of Life.